# Zabrachypus cazorlensis
Zabrachypus cazorlensis är en stekelart som beskrevs av Rey del Castillo 1996. Zabrachypus cazorlensis ingår i släktet Zabrachypus och familjen brokparasitsteklar. Inga underarter finns listade i Catalogue of Life.